# Alsókomána
Alsókomána (románul Comana de Jos, németül Unterkumanen, szászul Komondjen) falu Romániában, Erdélyben, Brassó megyében. Községközpont, Felsőkomána, Királyhalma és Felsőtyukos tartozik hozzá.

## Fekvése
Kőhalomtól 18 km-re délre, az Olt bal partján, az azonos nevű patak torkolatánál fekszik.

## Története
Első említése 1469-ből való (Kwmana). Fogarasföldi román falu volt. Innen vette nemesi előnevét a 15. század végétől az egyébként szörénységi eredetű Majláth (Maylád) család. A 17–19. században uradalmi székhely. 1632-ben a Rákóczi-családnak udvarháza és majorháza, a Boér családnak udvarháza volt itt. 1722-ben 90 bojár- és 70 jobbágycsalád lakta. 1851-ben Rudolf Orghidan brassói kereskedő szeszfőzdéje évi 13 ezer kg nyersanyagot (rozsot, kukoricát, árpát) használt fel. 1876 után Fogaras vármegyéhez tartozott. A 20. század elején lakói meszet égettek. 1909 és 1918 között, eredetileg az állami gazdaságban dolgozó magyarok gyerekei számára, magyar állami iskolája működött. Az egykori magyar iskola épületében működik ma a községháza.

## Lakossága
1850-ben 1126 román és 30 cigány lakosa volt, 668 ortodox és 488 görögkatolikus.
1900-ban 1074 lakosából 963 volt román és 89 magyar anyanyelvű, felekezet szerint 546 ortodox, 427 görögkatolikus és 55 református. 37%-uk tudott írni–olvasni, a nem magyar anyanyelvűek 9%-a beszélt magyarul.
2002-ben 986 lakosából 709 román és 275 cigány nemzetiségű, 833 ortodox, 113 görögkatolikus és 29 pünkösdista vallású.

## Látnivalók
- Két műemlék temploma közül a görögkatolikus a 17. században, az ortodox a 18. században épült.
- Népművészeti és helytörténeti kiállítás.

## Testvértelepülése
- Nassenfels, Németország